# リナ・アンデション
リナ・アンデション（Lina Andersson、1981年3月18日 - ）は、スウェーデン、ノールボッテン県イェリヴァーレ市マルムベリェト出身の元クロスカントリースキー選手。

## プロフィール
1998年のノルディックスキージュニア世界選手権で国際大会にデビュー、5km7位、15km5位の成績を残すと、翌1998年の11月28日にクロスカントリースキー・ワールドカップにデビューした。5km52位に終わったが1999年ジュニア世界選手権では5kmで金メダルを獲得した。
2001年のジュニア世界選手権5kmで再び金メダルを獲得、2001年ノルディックスキー世界選手権代表に選ばれ15kmで27位となった。
2002年ソルトレークシティオリンピックに出場、4x5kmリレー12位、10km16位、個人スプリント28位、5+5kmパシュート39位となった。
2005年ノルディックスキー世界選手権では個人スプリントで銀メダルを獲得、4x5kmリレーでは8位となった。
2006年トリノオリンピックではチームスプリントで金メダルを獲得、2009年ノルディックスキー世界選手権ではチームスプリント銀メダル、4x5kmリレー銅メダルを獲得した。 
2010-2011シーズン終了後現役を引退した。